# Адамс (Массачусетс)
Адамс (англ. Adams) — місто (англ. town) в США, в окрузі Беркшир штату Массачусетс. Населення — 8166 осіб (2020).

## Демографія
Згідно з переписом 2010 року, у місті мешкало 8485 осіб у 3907 домогосподарствах у складі 2289 родин. Було 4371 помешкання
Расовий склад населення:
| - 96,9 % — білих - 0,7 % — чорних або афроамериканців - 0,5 % — азіатів - 0,2 % — корінних американців |

До двох чи більше рас належало 1,5 %. Частка іспаномовних становила 1,2 % від усіх жителів.
За віковим діапазоном населення розподілялося таким чином: 20,1 % — особи молодші 18 років, 61,1 % — особи у віці 18—64 років, 18,8 % — особи у віці 65 років та старші. Медіана віку мешканця становила 44,3 року. На 100 осіб жіночої статі у місті припадало 93,1 чоловіків; на 100 жінок у віці від 18 років та старших — 88,8 чоловіків також старших 18 років.
Середній дохід на одне домашнє господарство становив 62 272 долари США (медіана — 49 777), а середній дохід на одну сім'ю — 77 904 долари (медіана — 65 287). Медіана доходів становила 51 697 доларів для чоловіків та 38 158 доларів для жінок. За межею бідності перебувало 11,1 % осіб, у тому числі 17,5 % дітей у віці до 18 років та 8,6 % осіб у віці 65 років та старших.
Цивільне працевлаштоване населення становило 4204 особи. Основні галузі зайнятості: освіта, охорона здоров'я та соціальна допомога — 26,3 %, роздрібна торгівля — 16,4 %, виробництво — 11,8 %, будівництво — 9,5 %.

## Уродженці
- Леонтіна Коен (1913—1992) — радянська розвідниця-нелегал американського походження, Герой Російської Федерації (посмертно 1996 рік).